# Ryōichi Maeda
Ryoichi Maeda, född 9 oktober 1981 i Hyōgo prefektur, Japan, är en japansk fotbollsspelare som spelar för FC Tokyo.